# Instituto de Cálculo
El Instituto de Cálculo (IC) es un centro de investigación en matemática de doble dependencia entre la Universidad de Buenos Aires (UBA) y el CONICET.

## Historia
El Instituto de Cálculo, dependiente de la Facultad de Ciencias Exactas y Naturales de la UBA, comenzó a funcionar el 15 de mayo de 1961. Las autoridades de la Facultad gestionaron la compra de una computadora Mercury con dinero del CONICET. Esta computadora, que recibió el nombre de Clementina, fue utilizada por investigadores de toda la región.
En 1966 las universidades fueron intervenidas por el gobierno militar, lo que llevó a la renuncia de casi todos los miembros del IC. Clementina dejó de funcionar en 1970.
En 1984 se normalizaron las universidades tras el regreso de la democracia. El instituto comienza a funcionar nuevamente en 1988 bajo la dirección del Dr. Pablo M. Jacovkis.

## Áreas de investigación
- Matemática de las ciencias naturales
- Estadística
- Grafos, algortimos y optimización
- Mecánica de fluidos computacionales
- Bioestadística
- Sistemas complejos

## Consejo
Se encuentra compuesto por:
- Director: Dr. Guillermo Durán
- Vicedirectora: Dra. Daniela A. Rodríguez
- Vocales en representación de los investigadores: Dra. Ana Bianco, Dra. Mariela Sued, Dra. Luciana Bruno, Dra. Inés Caridi, Dr. Guillermo Solovey, Dra. Graciela Boente
- Vocal en representación de los becarios:  Lic. Ariel Salgado, Nazareno Faillace